# タイラグビー協会
タイラグビー協会（タイ語: สมาคมกีฬารักบี้ฟุตบอลแห่งประเทศไทย ในพระบรมราชูปถัมภ์）は、タイ王国のラグビーユニオンの統括団体。1937年に設立され、1968年にアジアラグビーフットボール協会（現：アジアラグビー）を台湾、香港、日本、マレーシア、シンガポール、スリランカ、大韓民国の7カ国とともに創設。1989年に国際ラグビー評議会（現：ワールドラグビー）に加盟した。

## チーム
- ラグビータイ王国代表